# Team Jumbo-Visma/2021
Deze pagina geeft een overzicht van de UCI World Tour wielerploeg Jumbo-Visma in 2021.

## Algemeen
Hoofdsponsors: Jumbo Supermarkten en Visma
Algemeen manager: Richard Plugge
Teammanager: Merijn Zeeman
Ploegleiders: Jan Boven, Arthur van Dongen, Addy Engels, Sierk-Jan de Haan, Mathieu Heijboer, Frans Maassen, Grischa Niermann, Robert Wagner, Maarten Wynants,
Fietsmerk: Cervélo

## Renners
| Naam                 | Geboortedatum | Nationaliteit    | Ploeg 2020                   |
| -------------------- | ------------- | ---------------- | ---------------------------- |
| Wout van Aert        | 15-09-1994    | België           |                              |
| Edoardo Affini       | 24-06-1996    | Italië           | Mitchelton-Scott             |
| George Bennett       | 07-04-1990    | Nieuw-Zeeland    |                              |
| Koen Bouwman         | 02-12-1993    | Nederland        |                              |
| David Dekker         | 02-02-1998    | Nederland        | SEG Racing Academy           |
| Tom Dumoulin         | 11-11-1990    | Nederland        |                              |
| Pascal Eenkhoorn     | 08-02-1997    | Nederland        |                              |
| Jos van Emden        | 18-02-1985    | Nederland        |                              |
| Tobias Foss          | 25-05-1997    | Noorwegen        |                              |
| Robert Gesink        | 31-05-1986    | Nederland        |                              |
| Dylan Groenewegen    | 21-06-1993    | Nederland        |                              |
| Chris Harper         | 23-11-1994    | Australië        |                              |
| Lennard Hofstede     | 29-12-1994    | Nederland        |                              |
| Nathan Van Hooydonck | 12-10-1995    | België           | CCC Team                     |
| Olav Kooij *         | 17-10-2001    | Nederland        | Jumbo-Visma Development Team |
| Steven Kruijswijk    | 07-06-1987    | Nederland        |                              |
| Sepp Kuss            | 13-09-1994    | Verenigde Staten |                              |
| Gijs Leemreize       | 23-10-1999    | Nederland        | Jumbo-Visma Development Team |
| Paul Martens **      | 26-10-1983    | Duitsland        |                              |
| Tony Martin          | 23-04-1985    | Duitsland        |                              |
| Sam Oomen            | 15-08-1995    | Nederland        | Team Sunweb                  |
| Christoph Pfingsten  | 20-11-1987    | Duitsland        |                              |
| Primož Roglič        | 29-10-1989    | Slovenië         |                              |
| Timo Roosen          | 11-01-1993    | Nederland        |                              |
| Mike Teunissen       | 25-08-1992    | Nederland        |                              |
| Antwan Tolhoek       | 29-04-1994    | Nederland        |                              |
| Jonas Vingegaard     | 10-12-1996    | Denemarken       |                              |
| Maarten Wynants ***  | 13-05-1982    | België           |                              |

* Per 18 februari 2021
** Gestopt per 30 mei 2021
*** Gestopt per 4 april 2021

### Vertrokken
| Naam                  | Geboortedatum | Nationaliteit | P loeg 2021                        |
| --------------------- | ------------- | ------------- | ---------------------------------- |
| Laurens De Plus       | 04-09-1995    | België        | INEOS Grenadiers                   |
| Amund Grøndahl Jansen | 11-02-1994    | Noorwegen     | GreenEDGE Cycling                  |
| Taco van der Hoorn    | 04-12-1993    | Nederland     | Intermarché-Wanty-Gobert Matériaux |
| Tom Leezer            | 26-12-1985    | Nederland     | gestopt                            |
| Bert-Jan Lindeman     | 16-06-1989    | Nederland     | Team Qhubeka-ASSOS                 |

## Overwinningen
| Nationale kampioenschappen wielrennen België - wegwedstrijd: Wout van Aert Duitsland - tijdrit: Tony Martin Nederland - tijdrit: Tom Dumoulin Nederland - wegwedstrijd: Timo Roosen Nieuw-Zeeland - wegwedstrijd: George Bennett Noorwegen - tijdrit: Tobias Foss Noorwegen - wegwedstrijd: Tobias Foss Olympische tijdrit: Primož Roglič Ronde van de Verenigde Arabische Emiraten 5e etappe: Jonas Vingegaard Puntenklassement: David Dekker Parijs-Nice 4e etappe: Primož Roglič 6e etappe: Primož Roglič 7e etappe: Primož Roglič Puntenklassement: Primož Roglič Tirreno-Adriatico 1e etappe: Wout van Aert 7e etappe: Wout van Aert Puntenklassement: Wout van Aert Internationale Wielerweek 2e etappe: Jonas Vingegaard 4e etappe: Jonas Vingegaard Eindklassement: Jonas Vingegaard Puntenklassement: Jonas Vingegaard | Gent-Wevelgem Wout van Aert Ronde van het Baskenland 1e etappe: Primož Roglič Eindklassement: Primož Roglič Puntenklassement: Primož Roglič Bergklassement: Primož Roglič Jongerenklassement: Jonas Vingegaard Ploegenklassement: *1) Amstel Gold Race Wout van Aert Ronde van België Ploegenklassement: *2) Ronde van Zwitserland Ploegenklassement: *3) Ronde van Frankrijk 11e etappe: Wout van Aert 15e etappe: Sepp Kuss 20e etappe: Wout van Aert 21e etappe: Wout van Aert Ronde van Wallonië 1e etappe: Dylan Groenewegen 4e etappe: Dylan Groenewegen Puntenklassement: Dylan Groenewegen Heistse Pijl Pascal Eenkhoorn | Ronde van Denemarken 1e etappe: Dylan Groenewegen Ronde van Spanje 1e etappe: Primož Roglič 11e etappe: Primož Roglič 17e etappe: Primož Roglič 21e etappe: Primož Roglič Eindklassement: Primož Roglič Ronde van Groot-Brittannië 1e etappe: Wout van Aert 4e etappe: Wout van Aert 6e etappe: Wout van Aert 8e etappe: Wout van Aert Eindklassement: Wout van Aert CRO Race 2e etappe: Olav Kooij 4e etappe: Olav Kooij 6e etappe: Tim van Dijke Puntenklassement Olav Kooij Ronde van Emilia Primož Roglič Milaan-Turijn Primož Roglič |

*1) Ploeg Ronde van het Baskenland: Foss, Hofstede, Oomen, Pfingsten, Roglič, Tolhoek, Vingegaard
*2) Ploeg Ronde van België: Bouwman, Dekker, Van Dijke**, Eenkhoorn, Fisher-Black**, Groenewegen, Kooij
*3) Ploeg Ronde van Zwitserland: Dumoulin, Leemreize, Oomen, Pfingsten, Teunissen, Tolhoek, Van Hooydonck
** renner bij Jumbo-Visma Development Team
Mannen: 1984 · 1985 · 1986 · 1987 · 1988 · 1989 · 1990 · 1991 · 1992 · 1993 · 1994 · 1995 · 1996 · 1997 · 1998 · 1999 · 2000 · 2001 · 2002 · 2003 · 2004 · 2005 · 2006 · 2007 · 2008 · 2009 · 2010 · 2011 · 2012 · 2013 · 2014 · 2015 · 2016 · 2017 · 2018 · 2019 · 2020 · 2021 · 2022 · 2023 · 2024 · 2025
Lijst van alle renners
Vrouwen: 2021 · 2022 · 2023 · 2024 · 2025
AG2R-Citroën · Astana-Premier Tech · Bahrain-Victorious · BORA-hansgrohe · Cofidis, Solutions Crédits · Deceuninck–Quick-Step · EF Education-Nippo · Groupama-FDJ · INEOS Grenadiers · Intermarché-Wanty-Gobert Matériaux · Israel Start-Up Nation · Lotto Soudal · Movistar Team · Team BikeExchange · Team DSM · Team Jumbo-Visma · Team Qhubeka NextHash · Trek-Segafredo · UAE Team Emirates